# Carlos Bacca
Carlos Arturo Bacca Ahumada (pronunție în spaniolă [ˈkarloz ˈβaka]; n. 8 septembrie 1986) este un fotbalist columbian, dublu câștigător al Europa League, care în prezent joacă la Atlético Junior pe postul de atacant. A reprezentat naționala Columbiei timp de 8 ani unde a înscris 16 goluri. A fost golgheterul lui FC Sevilla în sezoanele 2013-2014 și 2014-2015.

## Legăturiexterne
- Carlos Bacca pe site-ul National-Football-Teams.com